# Tideelbe von Rönne bis Bunthäuser Spitze
Die Tideelbe von Rönne bis Bunthäuser Spitze ist ein Naturschutzgebiet in den niedersächsischen Gemeinden Marschacht und Drage in der Samtgemeinde Elbmarsch, den Gemeinden Stelle, Seevetal sowie der Stadt Winsen (Luhe) im Landkreis Harburg.

## Allgemeines
Das Naturschutzgebiet mit dem Kennzeichen NSG LÜ 370 ist circa 598 Hektar groß. Es ist nahezu deckungsgleich mit dem FFH-Gebiet „Elbe zwischen Geesthacht und Hamburg“ und beinhaltet zusätzlich den unterhalb des Ilmenausperrwerks liegenden, etwa 1,5 Hektar großen Bereich des FFH-Gebiets „Gewässersystem der Luhe und unteren Neetze“. Das Naturschutzgebiet grenzt im Osten an das Naturschutzgebiet „Elbeniederung von Avendorf bis Rönne“ und im Süden bei Winsen (Luhe) an das Naturschutzgebiet „Ilmenau-Luhe-Niederung“ sowie nördlich von Stelle an das Naturschutzgebiet „Untere Seeveniederung“. Nach Norden grenzt es an die Naturschutzgebiete „Auenlandschaft Obere Tideelbe“ und „Heuckenlock“ und die Landschaftsschutzgebiete „Altengamme“, „Neuengamme“, „Ost-Krauel“, „Kirchwerder“, „Overhaken“, „Ochsenwerder“, „Wilhelmsburger Elbinsel“ und „Neuland“, alle auf dem Gebiet der Stadt Hamburg. Das Gebiet steht seit dem 1. März 2021 unter Naturschutz. Zuständige untere Naturschutzbehörde ist der Landkreis Harburg.

## Beschreibung
Das Naturschutzgebiet erstreckt sich von Rönne bei Geesthacht bis Hamburg. Es stellt den Flusslauf der Elbe im Landkreis Harburg mit seiner schmalen Aue bis zum Elbdeich zwischen der Staustufe Geesthacht bei Fluss-km 586 und der Landesgrenze nach Hamburg bei Fluss-km 611 (Süderelbe) unter Schutz. An wenigen Stellen sind Vordeichbereiche aus dem Geltungsbereich der Naturschutzverordnung ausgenommen, so ein Bereich zwischen Stove und Elbstorf, der der Freizeitnutzung unterliegt, sowie die Sportboothäfen bei Elbstorf, der Sportboothafen bei Hoopte, der Liegehafen bei Fliegenberg und das Vordeichsgelände bei Bullenhausen, wo sich ein Areal mit Wochenendhäusern und ein Sportboothafen befinden. Die Elbe ist im Bereich des Naturschutzgebietes durch wasserbauliche Maßnahmen wie Buhnen und befestigte Ufer geprägt.
Das Schutzgebiet umfasst den Süßwasser-Tidebereich der Unterelbe im Landkreis Harburg mit den Wasserflächen der Elbe, Süßwasserwatten mit Prielen und eine naturnahe Ufervegetation mit Schilfröhrichten, Seggenrieden, Uferstaudenfluren, artenreichen Grünländern und kleinflächigen Auwäldern und Auengebüschen.
Die Elbe ist Lebensraum verschiedener Fische und Rundmäuler, darunter Rapfen, Schnäpel, Meer- und Flussneunauge, sowie potentieller Lebensraum des Lachses. Auch die Finte kommt hier vor. Sie ist in der Tideelbe oberhalb von Hamburg allerdings nur sporadisch zu finden. Die Elbe dient auch als Wanderkorridor für Fische und andere Wasserorganismen.
Auf Schlammbänken siedelt Pioniervegetation aus Gänsefuß-, Zweizahn- und Zwergbinsengesellschaften mit Schlammling, Braunem Zypergras, Kleinem Flohkraut und Schlammschmiele. Uferstaudenfluren werden u. a. von Gelber Wiesenraute, Wiesenalant und Wassergreiskraut gebildet. Besondere Bedeutung hat das Gebiet für den Schierlings-Wasserfenchel, der endemisch nur im Tidebereich der Elbe zwischen Hamburg und Geesthacht vorkommt. Die Auwälder sind überwiegend als Weichholzauwälder mit Schwarzerle, Esche, Silber- und Bruchweide und Schwarzpappel ausgeprägt. Auf höher gelegenen Flächen, die seltener überflutet werden, stocken stellenweise teilweise auch Hartholzauwälder.
Die im Gebiet vorkommenden Grünlandbereiche werden überwiegend als Mähwiese extensiv genutzt. Hier siedeln u. a. Straußblütiger Sauerampfer, Wiesenbocksbart und Schlangenlauch.
Das Gebiet ist Lebensraum und Nahrungshabitat verschiedener Vogelarten, darunter Pirol, Nachtigall, Feldschwirl, Sumpfrohrsänger, Feldlerche, Schafstelze, Braunkehlchen und Wiesenpieper. Weißstorch und Seeadler suchen das Gebiet für die Nahrungssuche auf. Eine besondere Bedeutung hat es auch für rastende und durchziehende Wat- und Wasservögel. Das Gebiet ist Jagdgebiet der Wasserfledermaus.
Das Naturschutzgebiet grenzt an hinter dem linksseitigen Elbdeich liegende landwirtschaftliche Nutzflächen sowie vielfach auch an Ortschaften. Es dient auch der Naherholung. Besonders sensible Bereiche des Schutzgebietes dürfen nicht betreten werden.